# Eriosoma wilsoni
Eriosoma wilsoni är en insektsart som beskrevs av Remaudière, G. 1997. Eriosoma wilsoni ingår i släktet Eriosoma och familjen långrörsbladlöss. Inga underarter finns listade i Catalogue of Life.